# Gonzalo Fonseca
Gonzalo Fonseca (Montevideo, 2. srpnja 1922. – Saravezza 11. lipnja 1997.) bio je urugvajski umjetnik poznat po svom kiparstvu u kamenu. Prvobitno je studirao arhitekturu na Sveučilištu u Montevideu, a suvremenu umjetnost otkrio je 1942. godine, radeći u radionici Joaquina Torresa Garcije. U radionici je studirao slikarstvo do 1949. godine, a za to se vrijeme zainteresirao za predkolumbijsku umjetnost. Fonseca je često povezuje s konstruktivizmom. 

## Životopis
Fonseca je rođen u Montevideu, u srpnju 1922. godine. Po Europi je putovao 1930-ih, a bio je zainteresiran u arheologiju, antropologiju i povijest. Fonseca se sam naučio kiparstvu u kamenu i slikanje akvarelom. 1939. počeo je studirati arhitekturu na Sveučilištu u Montevideu. Međutim, 1942. Fonseca je napustio Sveučilište kako bi radio s Joaquinom Torres Garcijom. Radeći u radionici, postao je raznovrsniji u svojim tehnikama, iskušavajući kiparstvo, slikanje, keramiku i crtanje. Tijekom 40-ih godina Fonseca je putovao kroz Peru i Boliviju, proučavajući umjetnost s ostalim članovima radionice Torres-Garcia.
1950. napustio je Urugvaj i proputovao nekoliko zemalja u Europi i na Bliskom Istoku. Fonseca je radio na iskopinama koje je vodio Flinders Petrie u Egiptu, Sudanu, Siriji te je putovao kroz Libanon, Jordan, Tursku i Grčku. Ova će se arheološka otkopavanja pokazati utjecajnim u njegovim djelima. Dok je živio u Europi, bavio se keramikom i slikanjem.  
Upoznao je i oženio Elizabeth Kaplan iz New Yorka, sredinom 1950-ih (a razveli se dva desetljeća kasnije), te se preselio na Manhattan 1958. nakon što je dobio Guggenheimovu stipendiju.S Elizabeth je iimao četvero djece među njima i kćer Isabel Fonesca
Godine 1962. Fonseca je imao svoju prvu izložbu u Sjedinjenim Državama, u Portland Art Museumu u Oregonu. Izložba je sadržavala uglavnom ravne kompozicije, što je bilo uobičajeno s djelima Torres Garcije radionice u to vrijeme. Fonseca je za ovu izložbu stvorio i drvene reljefe, koji su postavili temelj njegovoj trodimenzionalnoj umjetnosti. Počeo je raditi u New Yorku i u Italiji, blizu Torres Garcije. U 1970-ima se fokusira na slikarstvo umjesto kiparstvu i na trodimenzionalne arhitektonske forme.  Počeo je raditi na velikim komadima od mramora i recikliranim vapnencem srušenih zgrada New Yorka. 1983. godine postao je državljanin Sjedinjenih Država. Tijekom kasnih 1970-ih i 1980-ih više se usredotočio na "Kule", poput Torre del recien nacido ("Kula novorođenog djeteta") i Torre de los vientos. Tijekom karijere imao je nekoliko samostalnih izložbi kao i nekoliko grupnih izložbi u kojima je postao poznat po kamenim skulpturama modernih utjecajnih arhitektonskih oblika. Umro je u Italiji u 74. godini života u svom ateljeu u Seravezzi.              

## Odabrana djela
- Torre de los vientos (" Kula vjetrova "), 1974.

- El Pilar (" Pilar "), 1986, 1990, 1997.

- Columbarium Major, 1976.

- La Casa (" Kuća "), 1963.
- La ruta de la Amistad (" Put prijateljstva "), 1968

- Graneros III, 1971-1975.